# Chimney Rock National Monument
Le Chimney Rock National Monument est un monument national américain désigné comme tel par le président des États-Unis Barack Obama le 21 septembre 2012. Il protège 1 913 ha dans le comté d'Archuleta, au Colorado, et notamment un site archéologique Pueblo. Chimney Rock proprement dit culmine à 96 mètres de hauteur. Quelques couples de faucons pèlerins nichent dans le monument.